# Гофман, Эдуард фон
Эдуард Риттер фон Гофман (нем. Eduard von Hofmann; 1837—1897) — австрийский медик; один из наиболее выдающихся пионеров судебной медицины. Кавалер ордена Железной короны.

## Биография
Эдуард фон Гофман родился 27 января 1837 года в городе Праге. Получил докторскую степень в университете родного города.
Завершив образование получил должность профессора судебной медицины в Венском университете, где среди его учеников, был, в частности, Пётр Андреевич Минаков — один из основоположников судебной медицины в Российской империи.
Из его многочисленных сочинений заслуживает особенного внимания его известный учебник по судебной медицине, выдержавший несколько изданий и переведенный на многие языки (на русском языке одновременно 2 перевода: один под редакцией профессора Штольца, другой под редакцией профессора Сорокина). Главное достоинство этого учебника, сделавшегося настольной книгой судебных врачей и юристов того времени, — ясность изложения, громадная эрудиция и богатый казуистический материал.
В 1881 году Эдуард фон Гофман принимал участие в работе по идентификации жертв пожара в венском Рингтеатре. Гофман сыграл одну из ключевых ролей в громком Тисаэсларском деле.
За заслуги перед наукой учёный был награждён орденом Железной короны 3-й степени.
Эдуард фон Гофман умер 27 августа 1897 года в хорватском городке Опатия.